# Drzyślawa (przełęcz)
Drzyślawa – szeroka przełęcz pomiędzy górą Wdżar (767 m) a masywem Lubania (1225 m). Na wielu mapach nie jest zaznaczana, wyróżnia ją jednak przewodnik Gorce. Przewodnik prawdziwego turysty. Na mapie Geoportalu jest opisana jako łąka i znajduje się między Wdżarem i szczytem Kuternogowa w południowym grzbiecie Lubania. Według przewodnika jej wysokość wynosi 650 m n.p.m., na mapie Pienin wydawnictwa Polkart podana jest wysokość 693 m. Według opracowanej przez Jerzego Kondrackiego regionalizacji Polski Drzyślawa oddziela Gorce (Pasmo Lubania) od Pienin, do których należy góra Wdżar.
Przełęcz jest widokowa, cały rejon przełęczy bowiem zajmują łąki i pastwiska, na których wypasane są owce. Jest zagospodarowana turystycznie. Na przełęczy znajduje się dolna stacja wyciągu narciarskiego na górę Wdżar, w bacówce znajdującej się na przełęczy można kupić oscypki. W sezonie czynna jest góralska restauracja.
Przez przełęcz przechodzi niebieski szlak turystyczny na Lubań. Na wschodnich stokach poniżej przełęczy ma swoje źródło dopływ Krośnicy uchodzącej do Dunajca, potok spływający z zachodnich stoków przełęczy uchodzi do Zbiornika Czorsztyńskiego.
Przez Drzyślawę biegnie granica między wsiami Krośnica (stoki wschodnie) i Mizerna (stoki zachodnie); obydwie wsie znajdują się w województwie małopolskim, w powiecie nowotarskim, ale w różnych gminach.
W Gorcach istnieje jeszcze szczyt Drzyślawa.

## Szlaki turystyczne
odcinek: Snozka – Drzyślawa – Wyrobki – polana Wierch Lubania. Odległość 6,1 km, suma podejść 580 m, suma zejść 20 m, czas przejścia 2 godz. 30 min, z powrotem 1 godz. 40 min. Na polanie Wierch Lubania skrzyżowanie z Głównym Szlakiem Beskidzkim wiodącym przez szczyt Lubania.

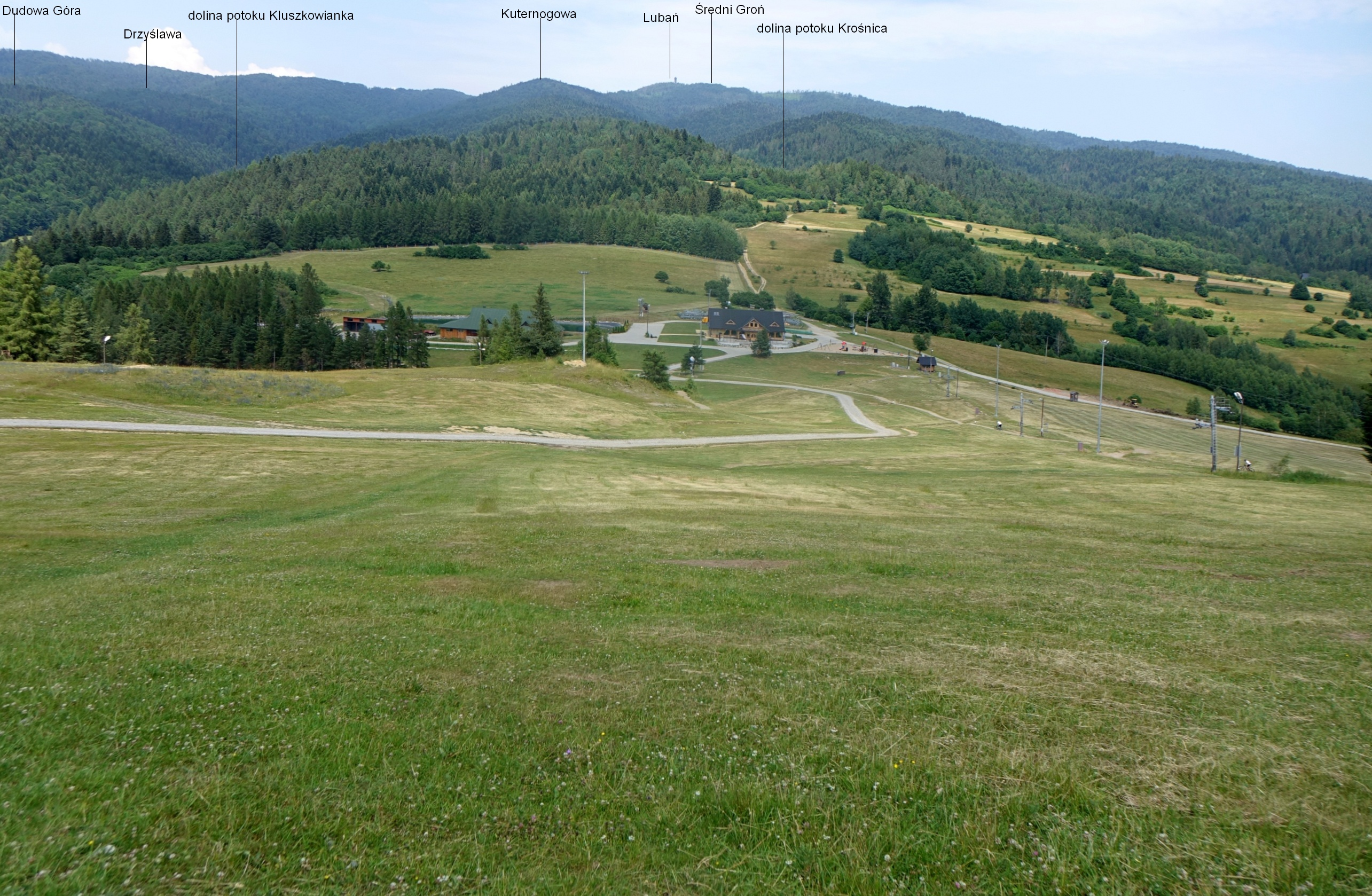
Przełęcz Drzyślawa i Lubań